# My Apocalypse
«My Apocalypse» (укр. «Мій Апокаліпсис») — сорок перший сингл американського хеві-метал гурту Metallica, другий сингл з їх дев'ятого студійного альбому Death Magnetic. 26 серпня 2008 пісня була доступна для прослуховування на офіційному сайті гурту Mission: Metallica, а також доступна для завантаження (тільки для Платинових користувачів). Пізніше стала доступною для покупки у вигляді цифрового синглу на iTunes Store. В 2009 році пісня виграла премію Ґреммі в номінації «Найкраще Метал Виконання». Назва альбому Death Magnetic походить від тексту в пісні.

## Список композицій
Цифровий сингл
- My Apocalypse — 05:01

## Позиції в чартах
| Чарт (2008)                           | Найвища позиція |
| ------------------------------------- | --------------- |
| Australian ARIA Singles Chart         | 38              |
| Austrian Singles Chart                | 56              |
| Belgium Singles Top 50                | 49              |
| Canadian Hot 100                      | 28              |
| Denmark Singles Chart                 | 15              |
| Finland Singles Top 20                | 3               |
| Irish Singles Chart                   | 45              |
| Norway Singles Chart                  | 9               |
| Swedish Singles Chart                 | 15              |
| UK Singles Chart                      | 51              |
| U.S. Billboard Hot 100                | 67              |
| U.S. Billboard Mainstream Rock Tracks | 38              |

## Учасники запису
- Джеймс Гетфілд — ритм-гітара, вокал
- Кірк Хаммет — соло-гітара
- Ларс Ульріх — ударні
- Роберт Трухільйо — бас-гітара